# Daptolestes feminategus
Daptolestes feminategus – gatunek muchówki z rodziny łowikowatych i podrodziny Brachyrhopalinae. Endemit Australii.

## Taksonomia

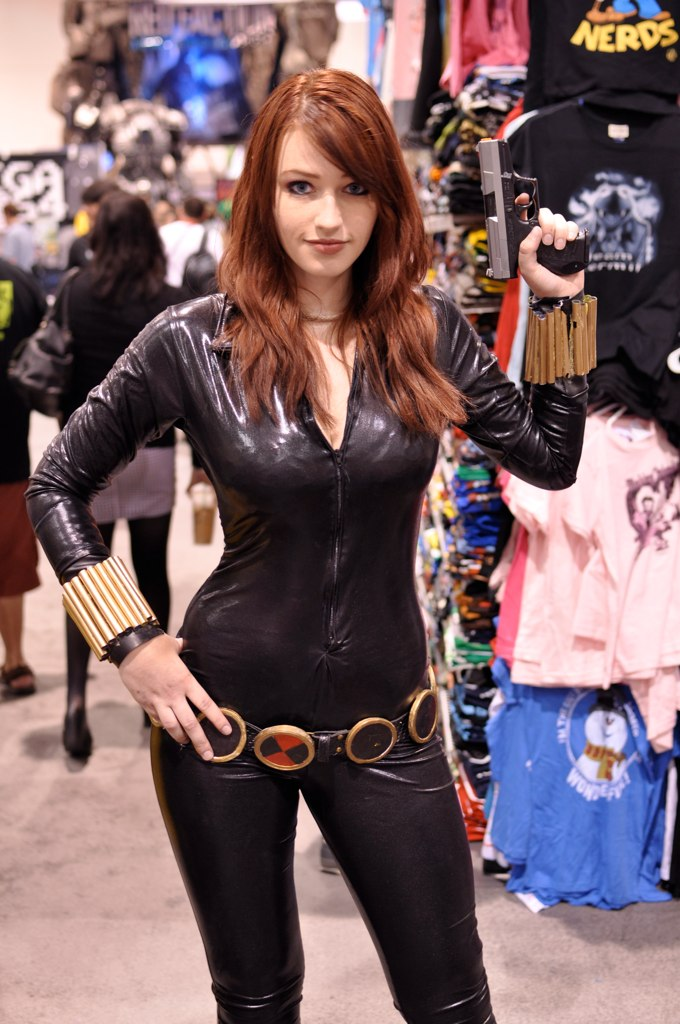
Cosplay Czarnej Wdowy, postaci do której nawiązuje epitet gatunkowy

Gatunek ten opisany został po raz pierwszy w 2020 roku przez Isabellę J. Robinson, Li Xuankuna i Davida K. Yeatesa. Opisu dokonano na podstawie okazów odłowionych w latach 1929–1953. Jako lokalizację typową wskazano Alpine Creek koło Kiandry. Epitet gatunkowy to połączenie łacińskich słów oznaczających „kobietę” i „skórę”. Nawiązuje on do przewężonego w talii, błyszcząco czarnego odwłoka, który kojarzyć ma się z komiksową Czarną Wdową.
Wyniki morfologicznej analizy filogenetycznej z 2020 roku wskazują na zajmowanie przez ten gatunek pozycji siostrzanej dla Daptolestes illusiolautus.

## Morfologia
Samce osiągają od 13 do 15 mm długości ciała i od 11 do 12 mm długości skrzydła, zaś samice od 18 do 22 mm długości ciała i od 13 do 16 mm długości skrzydła. Głowa jest czarna z brązowymi głaszczkami. Czoło i twarz porastają srebrzyste szczecinki, przy czym u samca na twarzy obecne są dwie małe łysinki o kształcie kropli, a u samicy jedna, duża, jajowata w zarysie łysina. W dole twarzy obfitą brodę (mystax) tworzą przemieszane szczecinki barwy czarnej i białej. Czułki są brązowe z jasnożółtym stylusem.
Tułów jest brązowy z dużym, czarnym znakiem na śródpleczu. Wachlarz czarnych włosków występuje na tarczce, a po trzy pionowe paski z żółtych, drobnych włosków na pleurach. Skrzydło jest przezroczyste z ciemnobrązowym przyciemnieniem części przedniej, sięgającym do żyłki medialnej i piątej gałęzi żyłki radialnej. Ubarwienie przezmianek jest żółte. Odnóża są brązowe z czarnymi pasami na spodach ud oraz żółtymi częściami bliższymi tylnych goleni.
Odwłok jest ciemny. Srebrzyste, drobne włoski tworzą na nim bardzo wąskie przepaski przy tylnych krawędziach drugiego,  trzeciego i czwartego tergitu oraz gęste kropki przy tylnych krawędziach trzeciego i czwartego sternitu. U samicy dziesiąty tergit ma po siedem kolców akantoforytowych z każdej strony. Genitalia samca cechują się lekko zakrzywionym epandrium, gonokoksytem o wierzchołku wewnętrznym skierowanym tylno-brzusznie i wierzchołku zewnętrznym skierowanym tylno-bocznie, dużą i zaokrągloną apodemą gonokoksytu oraz szerokim gonostylikiem ze spiczastym wyrostkiem i zaokrąglonym płatem nasadowym na powierzchni zewnętrznej.

## Występowanie
Owad ten jest endemitem Australii, znanym z Nowej Południowej Walii i Australijskiego Terytorium Stołecznego. Występuje w Alpach Australijskich, w tym na Górze Kościuszki.